# Tevaughn Harriette
Tevaughn Harriette (Parham, Antigua y Barbuda, 26 de junio de 1995) es un futbolista antiguano que juega como delantero en el Parham FC de la Primera División de Antigua y Barbuda. Es internacional con la selección de fútbol de Antigua y Barbuda.

## Carrera

### Clubes
Tevaughn Harriette ganó con el Parham FC como máximo goleador de la Premier League de Antigua y Barbuda en la temporada 2013-14 con 15 goles. Al año siguiente, estuvo en los Estados Unidos jugando para el Vancouver Victory FC, un club amateur de la Evergreen Premier League del estado  de Washington.
De regreso al Parham FC, allí se coronó campeón en la temporada 2014-15 y luego se incorporó al Grenades FC durante la temporada 2016-17, club clasificado para el Campeonato de Clubes de la CFU 2017, torneo en el que se distinguió al marcar siete goles, un total que permitió él para terminar como segundo máximo goleador en la competición.

### Selección nacional
Harriette ha sido convocado en el nivel sub-17 y sub-20. Hizo su debut internacional absoluto con Antigua y Barbuda con un gol el 3 de septiembre de 2014 en un partido contra Anguilla en la Copa del Caribe.

#### Goles internacionales
| N.º | Fecha                   | Evento                                                      | Partido | Adversario                   | Gol | Resultado | Competencia                                        |
| --- | ----------------------- | ----------------------------------------------------------- | ------- | ---------------------------- | --- | --------- | -------------------------------------------------- |
| 1   | 3 de septiembre de 2014 | Antigua Recreation Ground, St. John's, Antigua y Barbuda    | 1       | Anguila                      | 3–0 | 6-0       | Clasificación Copa del Caribe 2014                 |
| 2   | 10 de junio de 2015     | Estadio Sir Vivian Richards, North Sound, Antigua y Barbuda | 9       | Santa Lucía                  | 1–0 | 1–3       | Clasificación para la Copa Mundial de la FIFA 2018 |
| 3   | 14 de junio de 2015     | Estadio Sir Vivian Richards, North Sound, Antigua y Barbuda | 10      | Santa Lucía                  | 2-1 | 4–1       | Clasificación para la Copa Mundial de la FIFA 2018 |
| 4   | 4 de noviembre de 2015  | Estadio Arnos Vale, Kingstown, San Vicente y las Granadinas | 13      | San Vicente y las Granadinas | 1–0 | 1–2       | Amistoso                                           |
| 5   | 7 de junio de 2016      | Estadio Sir Vivian Richards, North Sound, Antigua y Barbuda | 15      | Granada                      | 4–1 | 5-1       | Clasificación Copa del Caribe 2017                 |
| 6   | 9 de septiembre de 2019 | Estadio Sir Vivian Richards, North Sound, Antigua y Barbuda | 20      | Aruba                        | 4–1 | 5-1       | 2019-20 CONCACAF Liga de Naciones B                |